# 국토정중앙면
국토정중앙면(國土正中央面)은 대한민국 강원특별자치도 양구군의 면이다. 면적은 135.26km2이다.

## 개요
1895년(고종32년)에 2개면(남면, 하동면)이었으나, 1914년 3월 지방행정구역의 대폭 개편으로 남면과 하동면이 병합되어 남면으로 개칭되었다. 1945년 8월 15일 해방으로 공산치하에 강점되었다가 1950년 6월 25일 남침으로 1953년 7월 27일 휴전이 성립될 때까지 격전지가 되었다.
1954년 4월 1일 수복주민이 정착하게 되면서 군정을 실시하여 오다가 같은해 11월 17일 수복지구 행정권 이양으로 민정을 실시하면서 16개리를 관할하였으나, 1973년 7월 1일 행정구역 개편(대통령령 제6425호)으로 상, 하수내리가 인제군으로 편입되고 인제군 남면 두무리를 편입하면서 16개리가 21개리로 개편되었다.
2021년 1월 1일에 남면에서 국토정중앙면으로 면의 이름을 변경하였다. 국토정중앙면은 이 곳에 위치한 도촌리 산 48번지가 한반도와 헌법상 대한민국 영토의 정중앙에 위치하고 있어 붙여진 이름이다.

## 행정 구역
| 법정리   | 한자명   | 행정리                     | 비고            |
| -------- | -------- | -------------------------- | --------------- |
| 가오작리 | 佳伍作里 | 가오작1리, 가오작2리       |                 |
| 구암리   | 九岩里   | 구암리                     |                 |
| 도촌리   | 桃村里   | 도촌리                     |                 |
| 두무리   | 斗武里   | 두무리                     |                 |
| 명곶리   | 明串里   | -                          | 거주 인구 없음  |
| 송우리   | 松隅里   | 송우리                     |                 |
| 심포리   | 深浦里   | 심포리                     |                 |
| 야촌리   | 野村里   | 야촌리                     |                 |
| 용하리   | 龍下里   | 용하1리, 용하2리           | 면사무소 소재지 |
| 원리     | 院里     | 원리                       |                 |
| 적리     | 笛里     | -                          |                 |
| 죽리     | 竹里     | 대월1리, 대월2리           |                 |
| 창리     | 蒼里     | 창1리, 창2리               |                 |
| 청리     | 晴里     | 청1리, 청2리, 청3리, 청4리 |                 |
| 황강리   | 黃岡里   | 황강리                     |                 |

## 교육
- 용하초등학교 (용하리)
  - 두무분교 (폐교) - 국토정중앙면 관대두무로1058번길 5 (두무리)
- 광덕초등학교 (폐교) - 국토정중앙면 남동로 282 (적리)
- 도촌초등학교 (도촌리)
- 죽리초등학교 (죽리)
- 용하중학교 (용하리)